# Pyramica jacobsoni
Pyramica jacobsoni är en myrart som först beskrevs av Menozzi 1939.  Pyramica jacobsoni ingår i släktet Pyramica och familjen myror. Inga underarter finns listade i Catalogue of Life.